# Canal8 Sport
Canal8 Sport var en dansk tv-kanal ejet af TV4 Group og C More Entertainment .
Kanalen blev annonceret den 3. juli 2012 og startede sendingerne 13. august 2012. Der blev den 3. juni 2013 lanceret en HD udgave af kanalen.
Kanalen er først og fremmest en fodboldkanal og viser kampe fra danske Superliga, La Liga, Serie A, Major League Soccer, Eredivisie og UEFA Europa League og andre sportsgrene som UFC kampe, ATP Tennis, Indycar Racing og svenske sportsgrene midweeks, ligesom ishockey fra Elitserien og Elitserien (speedway). 
Kanalen er også kendt for sine Late Night Classic Fights, der viser verden Extreme Cagefighting og ESPN Classic Ringside.
Canal8 Sport blev i 2015 opkøbt sammen med søsterkanalen Canal 9 af SBS Discovery. 
Canal8 Sport lukkede d. 30. juni 2015 og fra d, 1. juli 2015 blev Canal8 Sport og Eurosport 2 slået sammen til Eurosport Danmark